# Beto Leste
Beto Leste (deutsch Ost-Beto, ehemals indonesisch Beto Timur) ist eine osttimoresische Aldeia im Suco Madohi (Verwaltungsamt Dom Aleixo, Gemeinde Dili). 2015 lebten in der Aldeia 1414 Menschen.

## Geographie
Beto Leste liegt im Südosten von Madohi und gehört zum Stadtteil Beto Leste. Nördlich befinden sich die Aldeias Naroman Beto Leste und Loro Matan Beto Leste und westlich der Rua de Beto Oeste die Aldeia Rosario. Im Süden liegt, jenseits der Avenida Nicolau Lobato der Suco Comoro. Der Rio Comoro im Osten bildet die Grenze zum Suco Bebonuk. Die Avenida Nicolau Lobato überquert den Fluss, der nur in der Regenzeit Wasser führt, über die CPLP-Brücke.

## Einrichtungen
In Beto Leste befindet sich das Ausbildungszentrum der Polizei. Die Künstlervereinigung Arte Moris mit ihrer Kunstschule ist im ehemaligen Nationalmuseum beheimatet.